# フェッロヴィーエ・デッロ・スタート
フェッロヴィーエ・デッロ・スタート (Ferrovie dello Stato S.p.A.) は、イタリアの鉄道会社である。名称はイタリア語で「国有鉄道」（直訳では「国の鉄道」）を意味する。

## 概要
1905年に設立された当時は国営であったが、1985年に公社化、1992年には国が株式を保有する株式会社となり、2001年には持株会社となった。
略称で「FS S.p.A.（エッフェ・エッセ、エッフェッセ）」と呼ばれることも多いが、以前のままイタリア国鉄と訳されたり、イタリア鉄道と意訳される場合もある。現在は、グループ会社のトレニタリアが列車の運行、RFIが鉄道網の管理業務を行っている。
2019年には経営再建中のアリタリア-イタリア航空に出資し、アトランティア・デルタ航空と共に同社の経営に参画している。